# Portugal Open 2013 - Qualificazioni singolare maschile
Le qualificazioni del singolare  maschile del Portugal Open 2013 sono state un torneo di tennis preliminare per accedere alla fase finale della manifestazione. I vincitori dell'ultimo turno sono entrati di diritto nel tabellone principale. In caso di ritiro di uno o più giocatori aventi diritto a questi sono subentrati i lucky loser, ossia i giocatori che hanno perso nell'ultimo turno ma che avevano una classifica più alta rispetto agli altri partecipanti che avevano comunque perso nel turno finale.

## Teste di serie
1. Robin Haase (qualificato)
2. Thiemo de Bakker (ultimo turno)
3. Javier Martí (ultimo turno)
4. Niels Desein (qualificato)

1. Igor' Andreev (primo turno)
2. Pablo Carreño Busta (qualificato)
3. Henri Laaksonen (ultimo turno)
4. Frederico Gil (secondo turno)

## Qualificati
1. Robin Haase
2. Rui Machado

1. Pablo Carreño Busta
2. Niels Desein

## Tabellone

### Legenda
| - Q = Qualificato - WC = Wild card - LL = Lucky loser | - ALT = Alternate - SE = Special Exempt - PR = Protected Ranking | - w/o = Walkover - r = Ritirato - d = Squalificato |

### Sezione 1
|  | Primo turno | Primo turno        | Primo turno        | Primo turno | Primo turno |  |  | Secondo turno | Secondo turno      | Secondo turno | Secondo turno   | Secondo turno   |   |   | Ultimo turno | Ultimo turno | Ultimo turno | Ultimo turno | Ultimo turno |  |
|  |             |                    |                    |             |             |  |  |               |                    |               |                 |                 |   |   |              |              |              |              |              |  |
|  | 1           | Robin Haase        | Robin Haase        | 6           | 6           |  |  |               |                    |               |                 |                 |   |   |              |              |              |              |              |  |
|  | WC          | João Barra         | João Barra         | 0           | 2           |  |  | 1             | Robin Haase        | 3             | 6               | 6               |   |   |              |              |              |              |              |  |
|  | WC          | Artur Completo     | 6                  | 4           | 2           |  |  |               | John Peers         | 6             | 3               | 2               |   |   |              |              |              |              |              |  |
|  |             | John Peers         | 3                  | 6           | 6           |  |  |               |                    |               |                 |                 |   |   | 1            | Robin Haase  | Robin Haase  | 6            | 6            |  |
|  |             | Andre Gaspar Murta | Andre Gaspar Murta | 6           | 6           |  |  |               |                    | 7             | Henri Laaksonen | Henri Laaksonen | 3 | 2 |              |              |              |              |              |  |
|  | WC          | Rodolfo Pereira    | Rodolfo Pereira    | 1           | 1           |  |  |               | Andre Gaspar Murta | 6             | 3               | 6(1)            |   |   |              |              |              |              |              |  |
|  |             | Dominic Inglot     | Dominic Inglot     | 4           | 0           |  |  | 7             | Henri Laaksonen    | 2             | 6               | 7               |   |   |              |              |              |              |              |  |
|  | 7           | Henri Laaksonen    | Henri Laaksonen    | 6           | 6           |  |  |               |                    |               |                 |                 |   |   |              |              |              |              |              |  |

### Sezione 2
|  | Primo turno              | Primo turno              | Primo turno         | Primo turno | Primo turno |  |  | Secondo turno | Secondo turno    | Secondo turno    | Secondo turno | Secondo turno |   |   | Ultimo turno | Ultimo turno     | Ultimo turno     | Ultimo turno | Ultimo turno |  |
|  |                          |                          |                     |             |             |  |  |               |                  |                  |               |               |   |   |              |                  |                  |              |              |  |
|  | 2                        | Thiemo de Bakker         | Thiemo de Bakker    | 6           | 6           |  |  |               |                  |                  |               |               |   |   |              |                  |                  |              |              |  |
|  |                          | Theodoros Angelinos      | Theodoros Angelinos | 3           | 2           |  |  | 2             | Thiemo de Bakker | Thiemo de Bakker | 6             | 6             |   |   |              |                  |                  |              |              |  |
|  | Leonardo Tavares         | Leonardo Tavares         | 4                   | 6           | 3           |  |  |               | Michail Elgin    | Michail Elgin    | 4             | 1             |   |   |              |                  |                  |              |              |  |
|  | Michail Elgin            | Michail Elgin            | 6                   | 1           | 6           |  |  |               |                  |                  |               |               |   |   | 2            | Thiemo de Bakker | Thiemo de Bakker | 5            | 2            |  |
|  | Frederico Ferreira Silva | Frederico Ferreira Silva | 64                  | 7           | 5           |  |  |               |                  |                  | Rui Machado   | Rui Machado   | 7 | 6 |              |                  |                  |              |              |  |
|  | Andis Juška              | Andis Juška              | 7                   | 63          | 7           |  |  | Andis Juška   | Andis Juška      | Andis Juška      | 1             | 3             |   |   |              |                  |                  |              |              |  |
|  |                          | Rui Machado              | Rui Machado         | 7           | 6           |  |  | Rui Machado   | Rui Machado      | Rui Machado      | 6             | 6             |   |   |              |                  |                  |              |              |  |
|  | 5                        | Igor' Andreev            | Igor' Andreev       | 62          | 1           |  |  |               |                  |                  |               |               |   |   |              |                  |                  |              |              |  |

### Sezione 3
|  | Primo turno      | Primo turno         | Primo turno         | Primo turno | Primo turno |  |  | Secondo turno | Secondo turno       | Secondo turno       | Secondo turno       | Secondo turno |   |   | Ultimo turno | Ultimo turno | Ultimo turno | Ultimo turno | Ultimo turno |  |
|  |                  |                     |                     |             |             |  |  |               |                     |                     |                     |               |   |   |              |              |              |              |              |  |
|  | 3                | Javier Martí        | Javier Martí        | 6           | 6           |  |  |               |                     |                     |                     |               |   |   |              |              |              |              |              |  |
|  |                  | Vasco Mensurado     | Vasco Mensurado     | 2           | 4           |  |  | 3             | Javier Martí        | Javier Martí        | 7                   | 6             |   |   |              |              |              |              |              |  |
|  | David Estruch    | David Estruch       | 4                   | 6           | 5           |  |  |               | Alexander Lobkov    | Alexander Lobkov    | 65                  | 1             |   |   |              |              |              |              |              |  |
|  | Alexander Lobkov | Alexander Lobkov    | 6                   | 3           | 7           |  |  |               |                     |                     |                     |               |   |   | 3            | Javier Martí | 6            | 4            | 5            |  |
|  | WC               | Felipe Cunha-Silva  | Felipe Cunha-Silva  | 6           | 6           |  |  |               |                     | 6                   | Pablo Carreño Busta | 2             | 6 | 7 |              |              |              |              |              |  |
|  |                  | Henrique Sousa      | Henrique Sousa      | 2           | 4           |  |  | WC            | Felipe Cunha-Silva  | Felipe Cunha-Silva  | 1                   | 0             |   |   |              |              |              |              |              |  |
|  |                  | José-Ricardo Nunes  | José-Ricardo Nunes  | 3           | 2           |  |  | 6             | Pablo Carreño Busta | Pablo Carreño Busta | 6                   | 6             |   |   |              |              |              |              |              |  |
|  | 6                | Pablo Carreño Busta | Pablo Carreño Busta | 6           | 6           |  |  |               |                     |                     |                     |               |   |   |              |              |              |              |              |  |

### Sezione 4
|  | Primo turno      | Primo turno            | Primo turno            | Primo turno | Primo turno |  |  | Secondo turno | Secondo turno  | Secondo turno | Secondo turno  | Secondo turno  |   |   | Ultimo turno | Ultimo turno | Ultimo turno | Ultimo turno | Ultimo turno |  |
|  |                  |                        |                        |             |             |  |  |               |                |               |                |                |   |   |              |              |              |              |              |  |
|  | 4                | Niels Desein           | Niels Desein           | 6           | 6           |  |  |               |                |               |                |                |   |   |              |              |              |              |              |  |
|  |                  | Rafael Mazón-Hernández | Rafael Mazón-Hernández | 0           | 1           |  |  | 4             | Niels Desein   | 2             | 7              | 6              |   |   |              |              |              |              |              |  |
|  | Gonçalo Falcão   | Gonçalo Falcão         | Gonçalo Falcão         | 4           | 5           |  |  |               | Pere Riba      | 6             | 65             | 3              |   |   |              |              |              |              |              |  |
|  | Pere Riba        | Pere Riba              | Pere Riba              | 6           | 7           |  |  |               |                |               |                |                |   |   | 4            | Niels Desein | Niels Desein | 6            | 7            |  |
|  | João Domingues   | João Domingues         | João Domingues         | 6           | 7           |  |  |               |                |               | João Domingues | João Domingues | 0 | 5 |              |              |              |              |              |  |
|  | Gonçalo Loureiro | Gonçalo Loureiro       | Gonçalo Loureiro       | 2           | 5           |  |  |               | João Domingues | 2             | 6              | 6              |   |   |              |              |              |              |              |  |
|  |                  | Gonçalo Pereira        | Gonçalo Pereira        | 4           | 2           |  |  | 8             | Frederico Gil  | 6             | 3              | 1              |   |   |              |              |              |              |              |  |
|  | 8                | Frederico Gil          | Frederico Gil          | 6           | 6           |  |  |               |                |               |                |                |   |   |              |              |              |              |              |  |